# Сондрио
За едноименната провинция вижте Сондрио (провинция).
Со̀ндрио (на италиански: Sondrio) е град и община в Северна Италия.

## География
Градът е център на едноименната провинция Сондрио в област (регион) Ломбардия. Разположен е при вливането на реките Малеро и Ада на 290 м надморска височина. На 93 км на юг от Сондрио е град Милано, а на север на 14 км е границата с Швейцария. Има население от 22 309 души към 2009 г.
Има железопътна гара, от която в южна посока може да се пътува из цяла Италия, а на север през град Тирано към Швейцария.

## Личности
Родени
- Антонио Мафеи (1805 – 1891), архиепископ
- Пиер Луиджи Нерви (1891 – 1979), архитект
- Джулио Тремонти (р. 1947), политик

Починали
- Пиетро Лигари (1686 – 1752), художник
- Антонио Мафеи (1805 – 1891), архиепископ

## Побратимени градове
- Зинделфинген, Германия
- Радовлица, Словения
- Сао Матиуш, Бразилия